# Rusk (Texas)
Rusk é uma cidade localizada no estado norte-americano do Texas, no Condado de Cherokee.

## Demografia
Segundo o censo norte-americano de 2000, a sua população era de 5085 habitantes.
Em 2006, foi estimada uma população de 5170, um aumento de 85 (1.7%).

## Geografia
De acordo com o United States Census Bureau tem uma área de
17,8 km², dos quais 17,7 km² cobertos por terra e 0,1 km² cobertos por água. Rusk localiza-se a aproximadamente 125 m acima do nível do mar.

## Localidades na vizinhança
O diagrama seguinte representa as localidades num raio de 24 km ao redor de Rusk.